# ミッチ・ライブリー
ミッチェル・デイヴィッド・ライブリー（Mitchell David Lively、1985年9月7日 - ）は、アメリカ合衆国カリフォルニア州ラッセン郡スーザンビル出身のプロ野球選手（投手）。右投右打。
CPBLでの登録名は「萊福力」。

## 経歴

### プロ入り前
ラッセン高等学校からカリフォルニア州立大学サクラメント校を経て、2007年のMLBドラフトでコロラド・ロッキーズから16巡目（全体492位）で指名され、契約。

### ロッキーズ傘下時代
2007年はルーキーリーグのグランドジャンクション・ロッキーズでプレーし、6試合に登板した。
2008年5月31日に自由契約となった。

### 独立リーグ時代
2008年6月に独立リーグ・ユナイテッドリーグ・ベースボールのサンアンジェロ・コルツと契約し、11試合に登板した。

### ジャイアンツ傘下時代
2008年7月25日にサンフランシスコ・ジャイアンツと契約し、ルーキー級アリゾナリーグ・ジャイアンツとA級オーガスタ・グリーンジャケッツでプレーした。
2012年にはAAA級のフレズノ・グリズリーズで47試合に登板し、8勝4敗、防御率2.99の好成績を残し、翌2013年も30試合の登板で7勝5敗の成績を残した。
2014年は7月の移籍までAAA級フレズノで6勝4敗の成績を残した。

### ナショナルズ傘下時代
2014年7月にワシントン・ナショナルズへ移籍し、AAA級のシラキュース・チーフスで9試合に登板して5勝2敗の成績を挙げた。
2015年のシーズン途中には中継ぎへ転向し、18試合に登板した。

### 日本ハム時代
2015年6月18日、日本プロ野球の北海道日本ハムファイターズと契約した。16試合登板で防御率5.30という成績に終わったが、緊急登板で8失点した7月22日の東北楽天ゴールデンイーグルス戦を除けば防御率1.59というものであった。また、二死無走者の場面限定で見せる豪快に振りかぶる投球フォームが話題を呼んだ。11月2日に自由契約公示された。オフはベネズエラのウィンターリーグでプレー。

### メキシカンリーグ時代
2016年4月1日にメキシカンリーグのラグナ・カウボーイズと契約するが、12試合の登板に終わり28日に解雇となる。5月2日にレイノサ・ブロンコスと契約。32試合に登板し、1勝2敗8セーブ1ホールド、1.72の成績を挙げた。
2017年はレオン・ブラボーズ（レイノサ・ブロンコスから名称変更）で21試合に登板し、7勝2敗、防御率2.41の成績を挙げた。

### 中信兄弟時代
2018年1月17日、CPBLの中信兄弟と契約。
2019年はリーグ3位となる167イニングを投げ、10勝11敗、防御率3.23をマークした。9月の登板では全試合でQSを記録した。
2020年は腰の違和感で開幕2軍スタートとなった。5月17日の統一ライオンズ戦で今シーズン初登板を果たし、5回4失点で勝利投手となった。7月10日の富邦ガーディアンズ戦では6回表開始前に右肩に違和感を覚え緊急降板した。同試合では敗戦投手になり、昨年からの連続勝利が10で途切れた。これは横田久則に次ぐ球団史上2番目の連続勝利であった。そして翌日に登録抹消となった。その後は登板する事はなく、6勝止まりとなった。
2021年は開幕から不安定な投球が続き、7月22日に中信兄弟を解雇された。今シーズンは8試合に先発し1勝5敗、防御率8.35を残していた。

### メキシカンリーグ時代
2022年2月2日に古巣のレオン・ブラボーズと契約し、6年ぶりに復帰したが、6月28日に自由契約となった。6月29日にメキシコシティ・レッドデビルズと契約したが、7月15日に自由契約となった。8月2日にベラクルス・イーグルスと契約した。

## 詳細情報

### 年度別投手成績
| 年 度     | 球 団     | 登 板 | 先 発 | 完 投 | 完 封 | 無 四 球 | 勝 利 | 敗 戦 | セ 丨 ブ | ホ 丨 ル ド | 勝 率 | 打 者 | 投 球 回 | 被 安 打 | 被 本 塁 打 | 与 四 球 | 敬 遠 | 与 死 球 | 奪 三 振 | 暴 投 | ボ 丨 ク | 失 点 | 自 責 点 | 防 御 率 | W H I P |
| --------- | --------- | ----- | ----- | ----- | ----- | -------- | ----- | ----- | -------- | ----------- | ----- | ----- | -------- | -------- | ----------- | -------- | ----- | -------- | -------- | ----- | -------- | ----- | -------- | -------- | ------- |
| 2015      | 日本ハム  | 16    | 0     | 0     | 0     | 0        | 0     | 0     | 0        | 1           | ----  | 89    | 18.2     | 19       | 0           | 15       | 0     | 1        | 22       | 0     | 3        | 14    | 11       | 5.30     | 1.82    |
| 2018      | 兄弟      | 28    | 20    | 0     | 0     | 0        | 7     | 8     | 0        | 0           | .467  | 650   | 151.0    | 176      | 12          | 41       | 1     | 3        | 119      | 11    | 0        | 83    | 68       | 4.05     | 1.44    |
| 2019      | 兄弟      | 31    | 27    | 0     | 0     | 0        | 10    | 11    | 0        | 1           | .476  | 724   | 167.0    | 178      | 10          | 46       | 6     | 6        | 140      | 5     | 1        | 78    | 60       | 3.23     | 1.34    |
| 2020      | 兄弟      | 9     | 8     | 0     | 0     | 0        | 6     | 1     | 0        | 0           | .857  | 197   | 48.0     | 56       | 4           | 7        | 0     | 2        | 36       | 2     | 0        | 22    | 21       | 3.94     | 1.31    |
| 2021      | 兄弟      | 8     | 8     | 0     | 0     | 0        | 1     | 5     | 0        | 0           | .167  | 176   | 36.2     | 53       | 4           | 16       | 0     | 1        | 15       | 2     | 0        | 34    | 34       | 8.35     | 1.88    |
| NPB：1年  | NPB：1年  | 16    | 0     | 0     | 0     | 0        | 0     | 0     | 0        | 1           | ----  | 89    | 18.2     | 19       | 0           | 15       | 0     | 1        | 22       | 0     | 3        | 14    | 11       | 5.30     | 1.82    |
| CPBL：4年 | CPBL：4年 | 76    | 63    | 0     | 0     | 0        | 24    | 25    | 0        | 1           | .490  | 1747  | 402.2    | 463      | 30          | 110      | 7     | 12       | 310      | 20    | 1        | 217   | 183      | 4.09     | 1.42    |

- 2021年度シーズン終了時
- 各年度の太字はリーグ最高

### 年度別守備成績
| 年 度 | 球 団    | 投手  | 投手  | 投手  | 投手  | 投手  | 投手     |
| 年 度 | 球 団    | 試 合 | 刺 殺 | 補 殺 | 失 策 | 併 殺 | 守 備 率 |
| ----- | -------- | ----- | ----- | ----- | ----- | ----- | -------- |
| 2015  | 日本ハム | 16    | 0     | 2     | 1     | 0     | .667     |
| 2018  | 兄弟     | 28    | 9     | 31    | 4     | 3     | .909     |
| 2019  | 兄弟     | 31    | 13    | 22    | 1     | 3     | .972     |
| 2020  | 兄弟     | 9     | 1     | 10    | 0     | 4     | 1.000    |
| NPB   | NPB      | 16    | 0     | 2     | 1     | 0     | .667     |
| CPBL  | CPBL     | 68    | 23    | 63    | 5     | 10    | .945     |

- 2020年度シーズン終了時

### 記録
初記録
NPB
- 初登板：2015年6月26日、対埼玉西武ライオンズ8回戦（西武プリンスドーム）、7回裏に3番手で救援登板、2回1失点
- 初奪三振：同上、7回裏に浅村栄斗から空振り三振
- 初ホールド：2015年9月12日、対埼玉西武ライオンズ23回戦（西武プリンスドーム）、5回裏2死に4番手で救援登板、1回2/3を無失点

CPBL
- 初登板・初先発登板：2018年3月28日、対統一ライオンズ1回戦（台中インターコンチネンタル野球場）、5回1失点
- 初奪三振：同上、1回表に唐肇廷から空振り三振
- 初勝利：2018年5月2日、対富邦ガーディアンズ9回戦（台中インターコンチネンタル野球場）、3回表に2番手で救援登板、7回1失点
- 初ホールド：2019年4月21日、対統一ライオンズ8回戦（台北市立天母野球場）、6回表に2番手で救援登板、1回2/3回無失点

その他の記録
CPBL
- オールスターゲーム出場：1回（2019年）

### 背番号
- 55（2015年）
- 57（2016年）
- 97（2018年 - 2021年）